# کیم سونگ-مون
کیم سونگ-مون (انگلیسی: Kim Sung-moon؛ زادهٔ ۲۴ ژانویهٔ ۱۹۵۸) کشتی‌گیر اهل کره جنوبی بود.
از افتخارات وی میتوان به کسب مدال نقره کشتی فرنگی وزن ۶۸ کیلوگرم در بازی‌های المپیک تابستانی ۱۹۸۸ اشاره‌کرد.